# Olympische Sommerspiele 2024/Skateboard – Park (Männer)
Der Skateboardwettbewerb der Männer in der Disziplin Park bei den Olympischen Spielen 2024 in Paris fand am 7. August 2024 statt. Dabei wurde der Wettkampf auf dem berühmten Place de la Concorde ausgetragen. Titelverteidiger war der Australier Keegan Palmer, der bei der olympischen Premiere des Wettkampfs in Tokio die Goldmedaille gewann.

## Titelträger
| Olympische Spiele 2020       | Keegan Palmer | Tokio             |
| Weltmeisterschaften 2023     | Gavin Bottger | Rom               |
| Panamerikanische Spiele 2023 | Taylor Nye    | Santiago de Chile |
| Asienspiele 2022             | Chen Ye       | Hangzhou          |

## Qualifikation
Die Qualifikation für die Wettkämpfe erfolgte nahezu ausschließlich über die Olympische Qualifikationsrangliste. Mit dem Stichtag am 24. Juni 2024 erhielten dabei die besten 20 Skater einen namentlich zugeordneten Quotenplatz. Die NOKs konnten die Plätze somit nicht an andere Athleten des Landes vergeben. Unter den 20 Skateren mussten alle fünf Kontinente vertreten sein und maximal drei Sportler pro Land waren startberechtigt. Des Weiteren wurde eine Wildcard vergeben und Gastgeber Frankreich wurde ein Startplatz garantiert.

## Ergebnisse

### Halbfinale
| Rang | Lauf | Athlet             | Nation             | Lauf  | Lauf  | Lauf  | Anm. |
| Rang | Lauf | Athlet             | Nation             | 1     | 2     | 3     | Anm. |
| ---- | ---- | ------------------ | ------------------ | ----- | ----- | ----- | ---- |
| 1    | 1    | Keegan Palmer      | Australien         | 77,03 | 89,31 | 93,78 | Q    |
| 2    | 1    | Tom Schaar         | Vereinigte Staaten | 89,05 | 92,05 | 32,70 | Q    |
| 3    | 3    | Alex Sorgente      | Italien            | 89,96 | 91,14 | 12,33 | Q    |
| 4    | 2    | Tate Carew         | Vereinigte Staaten | 77,18 | 90,42 | 16,83 | Q    |
| 5    | 4    | Keefer Wilson      | Australien         | 81,70 | 88,60 | 90,10 | Q    |
| 6    | 3    | Pedro Barros       | Brasilien          | 89,24 | 02,83 | 81,00 | Q    |
| 7    | 4    | Luigi Cini         | Brasilien          | 89,10 | 29,33 | 12,00 | Q    |
| 8    | 3    | Augusto Akio       | Brasilien          | 88,79 | 29,33 | 88,98 | Q    |
| 9    | 2    | Hampus Winberg     | Schweden           | 82,58 | 74,00 | 88,29 |      |
| 10   | 2    | Gavin Bottger      | Vereinigte Staaten | 20,30 | 86,95 | 60,03 |      |
| 11   | 1    | Alessandro Mazzara | Italien            | 56,00 | 83,17 | 02,73 |      |
| 12   | 2    | Vincent Matheron   | Frankreich         | 82,02 | 18,74 | 08,66 |      |
| 13   | 3    | Thomas Augusto     | Portugal           | 03,10 | 81,75 | 02,66 |      |
| 14   | 4    | Steven Pineiro     | Puerto Rico        | 81,54 | 10,33 | 19,33 |      |
| 15   | 2    | Yuro Nagahara      | Japan              | 81,38 | 02,36 | 02,28 |      |
| 16   | 1    | Kieran Woolley     | Australien         | 20,85 | 14,93 | 80,04 |      |
| 17   | 2    | Tyler Edtmayer     | Deutschland        | 76,49 | 78,20 | 02,43 |      |
| 18   | 4    | Andrew MacDonald   | Großbritannien     | 72,07 | 76,61 | 77,66 |      |
| 19   | 1    | Alain Kortabitarte | Spanien            | 29,38 | 49,21 | 75,46 |      |
| 20   | 4    | Danny León         | Spanien            | 56,25 | 07,33 | 10,00 |      |
| 21   | 1    | Viktor Solmunde    | Dänemark           | 42,95 | 42,83 | 36,00 |      |
| 22   | 3    | Dallas Oberholzer  | Südafrika          | 07,00 | 19,00 | 33,83 |      |

### Finale
| Rang | Athlet        | Nation             | Lauf  | Lauf  | Lauf  |
| Rang | Athlet        | Nation             | 1     | 2     | 3     |
| ---- | ------------- | ------------------ | ----- | ----- | ----- |
| 1    | Keegan Palmer | Australien         | 93,11 | 63,66 | 65,20 |
| 2    | Tom Schaar    | Vereinigte Staaten | 90,11 | 92,23 | 83,08 |
| 3    | Augusto Akio  | Brasilien          | 02,66 | 81,34 | 91,85 |
| 4    | Pedro Barros  | Brasilien          | 22,10 | 86,41 | 91,65 |
| 5    | Tate Carew    | Vereinigte Staaten | 18,06 | 91,17 | 71,46 |
| 6    | Alex Sorgente | Italien            | 22,80 | 84,26 | 63,76 |
| 7    | Luigi Cini    | Brasilien          | 19,70 | 02,36 | 76,89 |
| 8    | Keefer Wilson | Australien         | 40,03 | 32,73 | 58,36 |